# 松村外次郎記念庄川美術館
松村外次郎記念 庄川美術館（まつむらそとじろうきねんしょうがわびじゅつかん、 Shogawa Memorial Museum of Sotojiro Matsumura）は、富山県砺波市庄川町金屋にある、彫刻家松村外次郎の作品を中心とした公立美術館。

## 概要
富山県東礪波郡青島村（現 砺波市庄川町青島）出身で、二紀会副理事長を歴任し名誉会員であった、彫刻家松村外次郎（1901年9月17日–1990年6月20日）が84歳の時、自身の彫刻作品20点あまりを庄川町に寄贈したことにより、町では作品の保存や展示方法の検討を重ね、同町の庄川水記念公園の一画に、1989年（平成元年）11月1日に「庄川町立松村外次郎記念美術館」として開館した。
館内では同町出身の洋画家藤森兼明の作品のほか、県内作家、県内ゆかり作家の作品を収蔵展示している。庄川水記念公園ふれあいプラザ屋内、屋外にも多くの松村外次郎作品が展示されている。
その後、平成の大合併により2004年（平成16年）11月1日に、庄川町が砺波市と合併して新・砺波市となったため館名を現名称に改称した。この2004年に庄川町営から砺波市営（財団法人）に移行したが、2008年（平成20年）には指定管理制度を導入するとともに公益法人格を取得した。なお、初代館長は杉森富美吉、二代目館長は松村樹が務めた。
砺波市は2020年（令和2年）3月に公共施設再編計画を策定し、施設の老朽化を理由に、2023年（令和5年）度末に庄川水資料館と共に閉館し、2024年（令和6年）度以降に解体する方針を示している。ただし、建物が法定耐用年数の50年を満たしていないことから、市民団体『庄川美術館・水資料館を活かす会』が2022年（令和4年）8月10日に施設の存続を求める署名と要望書を市議会に提出したが、市は受け取りを断っている。
閉館にともない、最後の企画展となる「さよなら庄川美術館展」が、2023年（令和5年）2月18日より3月21日まで開かれた。その後、移設作業のため2023年11月7日から2024年1月3日まで臨時休館に入った。展示品のうち絵画や彫刻は砺波市庄川支所2階に移設され、大型ブロンズ像は庄川水記念公園内に一時保管される。臨時休館後、館内では閉館となる2023年度末まで松村外次郎のコレクション20点余が展示される。
美術館の機能は、同市内の砺波市美術館などに移される予定で、展示品のうち絵画などに関しては市美術館での常設展示が検討されている。大型ブロンズ像については2023年11月時点で正式な設置場所は決まっていないが、庄川水記念公園での屋外展示が検討されている。

## おもな収蔵作品

### 松村外次郎
- 『天の川』（1935年）石像
- 『逢瀬』（1956年）ブロンズ像
- 『裸婦（立像）』（1957年）ブロンズ像
- 『かみなり』（1960年）木像
- 『ふたり』（1973年）ブロンズ
- 『母子像』（1976年）ブロンズ像
- 『朱雀』（1980年）木像
- 『元武』（1981年）ブロンズ像
- 『鳳龍』（1982年）ブロンズ像
- 『白虎』（1985年）ブロンズ像
- 『朱雀』（1987年）ブロンズ像
- 『弁財天』（1989年）木像
- 『幼時の鹿之助』
- 『ドイツ娘の顔』
- 『東天紅』
- 『タバコ』
- 『蓮如上人吉崎』

など

### その他の作家

#### 絵画
- 藤森兼明『サンマルコ逍遥』
- 藤森兼明『大天使ミカエル』
- 藤森兼明『自画像』
- 藤森兼明『母（きみ）』
- 齋藤清策『山の譜』
- 島田四郎、田上桜舟、林清納 など

#### 彫刻
- 辻志郎 『人間門』（1965年）ブロンズ像
- 辻志郎 『スペースタイム』
- 齋藤尤鶴『風のささやき』
- 青山三郎、嶋田秀男、大丸敏、辻和志、南部治夫、野村修三、長谷川総一郎、森田清一 など

#### 工芸
- 林哲三『欅拭漆木象嵌短冊箱』
- 織田定男、小西弘洋、齋藤肇、大丸香山、大丸晃世、冨樫瑞雲、米道正幸 など

## 施設
- エントランスホール
  - 受付、ミュージアムショップ
- ラウンジ
- 松村外次郎記念室
- アプローチギャラリー
- 小ギャラリー
- 第2展示室
- 企画展示室
- 前庭・中庭
- 第1・第2収蔵庫
- 事務室
- 無料駐車場

### 施設情報
- 開館時間
  - 午前9時から午後6時（入館は午後5時まで）
- 休館日
  - 毎週火曜日、祝日の場合は翌日、年末年始、その他臨時休館の場合あり

#### 観覧料
- 一般 310円、小・中・高校生 無料（各種割引あり）

#### アクセス
- 西日本旅客鉄道（JR西日本）城端線 砺波駅より
  - 砺波市営バス庄川線「金屋東」下車 徒歩約10分
  - 車で 約20分
- JR西日本・あいの風とやま鉄道 高岡駅より
  - バスで「庄川支所前」下車 徒歩約15分
- 北陸自動車道 砺波ICより車で 約15分

## 周辺
- 庄川水記念公園